# Castelo de Aiamonte

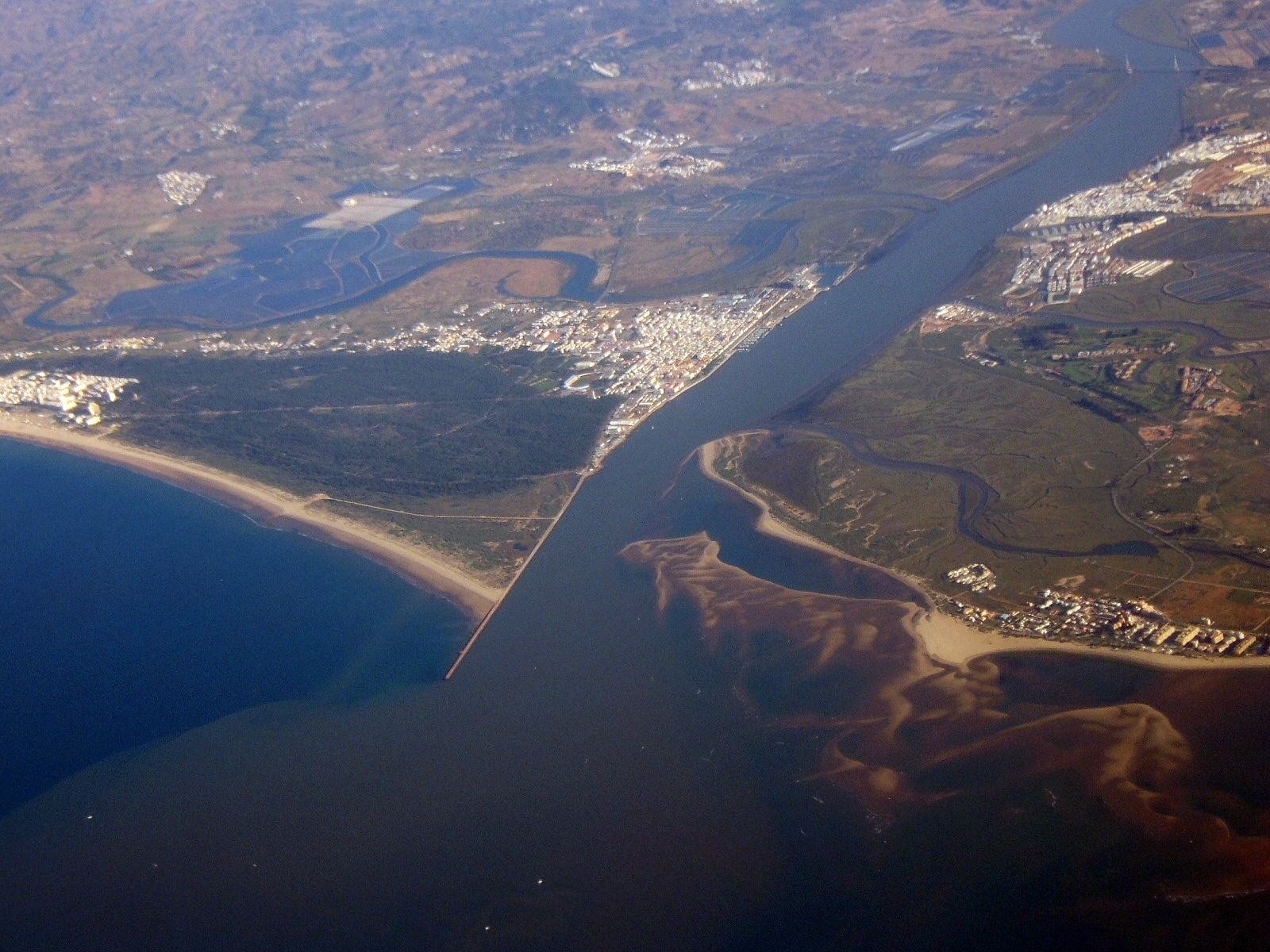
Rio Guadiana: vista da foz; à esquerda Portugal; à direita, a Espanha (veja-se a descrição da imagem para maiores detalhes)

O Castelo de Aiamonte (em castelhano:  Castillo de Ayamonte) localizava-se na atual cidade e município de Aiamonte, na província de Huelva, na Comunidade Autônoma de Andaluzia, na Espanha.
Erguido em posição dominante sobre uma colina na margem esquerda da foz do rio Guadiana, fronteiro a Castro Marim na margem oposta, em território português, permanece lembrado no brasão de armas da cidade.

## História

### Antecedentes
Ao seu redor desenvolveu-se a povoação, com base econômica na pesca, na salga e no comércio marítimo, desde a época dos navegadores Gregos e Fenícios.
À época da Invasão romana da Península Ibérica uma povoação nessa região, não se sabe ao certo se a atual Castro Marim em Portugal ou Aiamonte na Espanha, figurava no itinerário romano com o nome de Besuris. Ptolemeu e Plínio também a denominaram como Ostium Fluminis Anae (bocas do rio Guadiana). O rio serviu de fronteira entre as províncias da Bética e da Lusitânia durante este período.
À época das invasões dos Visigodos, entre o século V e VII, esta parte do território peninsular foi unificada. A partir da Invasão muçulmana da Península Ibérica, quando da constituição do Emirado de Córdova, entre o século VIII e X, novamente o Guadiana serviu de fronteira, agora entre os domínios do Al-Garb e do Alandalus. O mesmo ocorreu em um curto intervalo no século XI, separando a taifa de Onuba da do Algarve, repetindo-se, entre o século XI e o XII, entre os domínios de Sevilha e do Algarve.
O nome Aiamonte parece derivar do vocábulo ibérico Aya, e do latino Mons, em ambos os casos com o significado de monte, sítio elevado ou colina. Primeiramente fortificado à época romana, o seu nome encontra-se registrado na crônica histórica e geográfica de Ahmed Mohamed Arrasi, no século X. Alguns autores entendem ter sido este um dos núcleos defensivos mais importantes ao Sul da taifa de Onuba, encarregado da vigilância e defesa da foz do rio Guadiana.

### O castelo medieval
À época da Reconquista cristã da Península Ibérica, sob o reinado de Sancho II (1223-1248), as povoações de Mértola, Alfajar de Pena e Aiamonte foram conquistadas por forças portuguesas (1238). Esta última foi doada à Ordem de Santiago no ano seguinte:
(…) Em nome do Pai, do Filho e do Espírito Santo, Amen. Saibam todos os que esta carta virem, que eu Sancho II, por graça de Deus rei de Portugal, de minha boa e livre vontade, e por acordo e parecer dos meus fidalgos e ricos-homens e pelo ótimo serviço que me prestaram D. Paio [Peres] Correia, comendador de Alcácer e os freires da Ordem de Santiago (…) lhes dou e concedo, e à Ordem de Santiago e a todos que no futuro lhe sucederem, o meu castelo de Aiamonte com os seguintes limites (…) com todas as suas pertenças, com as entradas e saídas, quer por mar, quer por terra, e com todos os direitos reais que aí tenho ou devo ter (…). (Carta de doação à Ordem de Santiago. in: Monarquia Lusitana, v. V)
Durante o reinado de Afonso X de Castela integrou os domínios de seu reino, embora tenha sido cedida como dote a sua filha Beatriz, por casamento com o rei Afonso III de Portugal em 1253. Logo em seguida, a 20 de fevereiro de 1255, diante da Cúria Régia, reunida em Santarém, o soberano português, com o consentimento de D. Beatriz, doou (confirmou?) o Castelo de Cacela e o Castelo de Aiamonte para o Mestre da Ordem de Santiago, D. Paio Peres Correia.
Posteriormente, sob o reinado de D. Dinis de Portugal (1279-1325), em virtude da negociação e assinatura do Tratado de Alcanices (12 de setembro de 1297), Portugal desistiu dos domínios de Aroche, Aiamonte, Aracena e outros, recebendo em troca os de Campo Maior, Olivença e outros na região.
O domínio definitivo sobre Aiamonte seria consolidado a partir de 1335, sob o reinado de Afonso XI de Castela, quando a partir de então se intensifica a ação de repovoamento e defesa, sendo elevada a Marquesado a partir de 1396. Embora não tenham sido identificados dados concretos a respeito da evolução histórico-arquitectónica do castelo medieval, é de se acreditar que tenha recebido trabalhos de reforço e ampliação ao longo dos séculos.
A partir de meados do século XVII, a vila encontra-se em franca prosperidade, sendo elevada a cidade por Filipe IV de Espanha (1665). Também não foram identificados dados concretos sobre esta etapa da arquitectura de suas defesas, sendo de se acreditar que, à semelhança de outras estruturas na região, à época, tenha recebido novas linhas abaluartadas, adaptada aos tiros da então moderna artilharia.

### Do terramoto de 1755 aos nossos dias

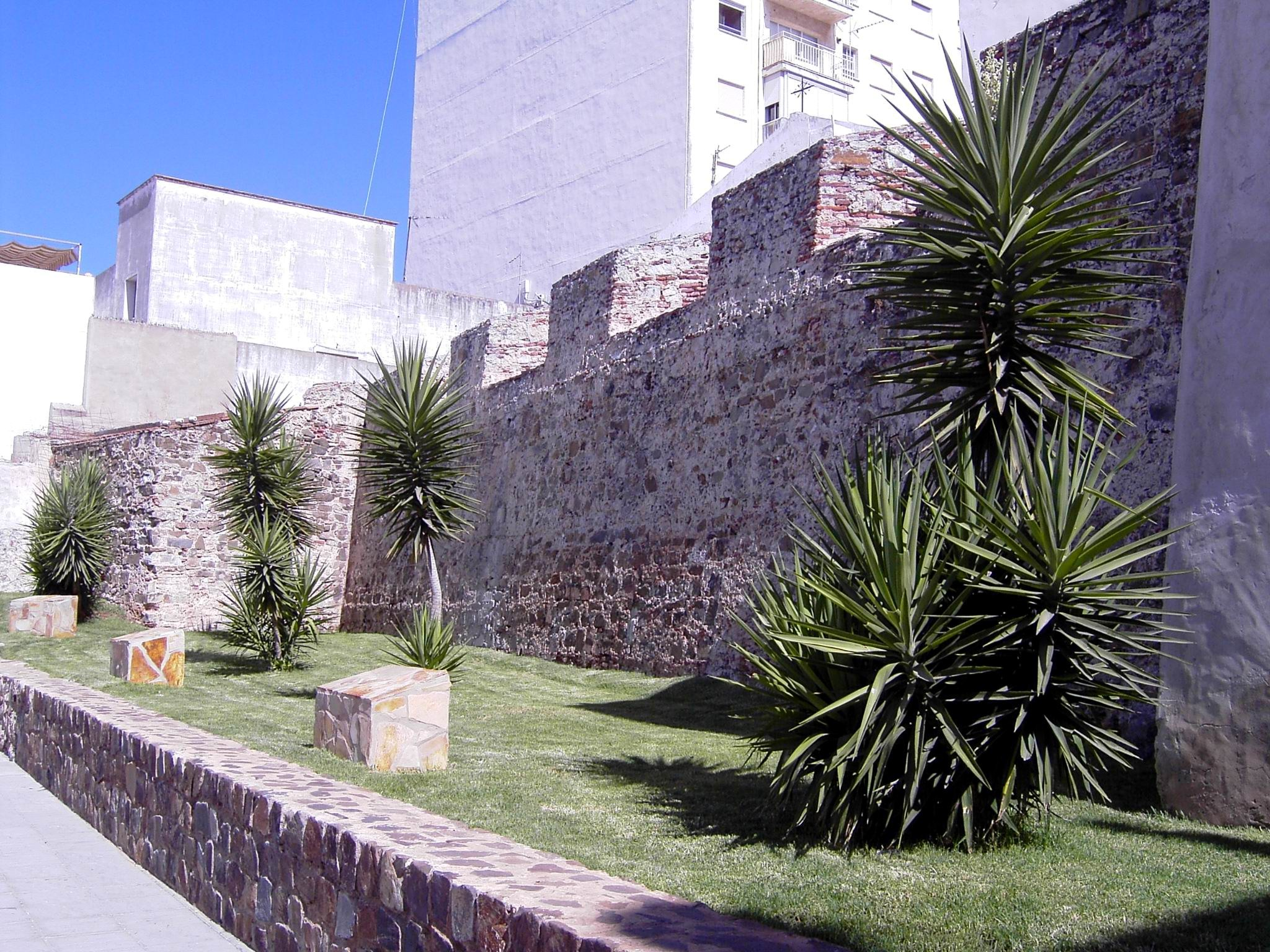
Baluarte de las Angustias, Aiamonte, Espanha

Sabe-se, entretanto, que os danos que lhe foram infligidos pelo terramoto de 1755 foram devastadores, causando-lhe o desmoronamento do castelo medieval.
Embora na sua origem tenha havido um aspecto de confrontação entre as povoações raianas de Aiamonte e Castro Marim, essa função encontrava-se esquecida já no século XVIII, o que é demonstrado pelo fato de que a Vila Real de Santo António, então fundada, não apresentar aspecto defensivo. Na primeira metade do século XIX, tanto a defesa de Aiamonte, quanto a da vizinha Castro Marim, encontravam-se muito mal armadas (Madoz, 1835).
O castelo chegou em ruínas ao século XX. Finalmente, na década de 1960, foram demolidas para a construção de uma casa particular. Atualmente, no lugar do antigo hornaveque se ergue o Parador Costa de la Luz, integrante da rede de Paradores Nacionais de Turismo da Espanha.
Do primitivo conjunto defensivo de Aiamonte apenas podemos observar a chamada Torre Canela, na ilha Canela, alguns vestígios do castelo (lembrado em um mosaico nos jardins do Parador) e um pequeno pano da muralha abaluartada que corresponde ao chamado "Baluarte de las Angustias". Estão perdidas as baterias que cobriam a foz do rio Guadiana.